# Церковь Воздвижения Креста Господня (Высёлек-Любожицки)
Церковь Воздвижения Креста Господня (пол. Kościół Podwyższenia Krzyża Świętego) — католическая церковь, находящаяся в селе Высёлек-Любожицки гмины Коцмыжув-Любожица, Краковский повят, Малопольское воеводство, Польша. Приход Воздвижения Креста Господня входит в краковскую архиепархию. Церковь внесена в реестр охраняемых памятников Малопольского воеводства.
На месте, где сегодня находится современная церковь Воздвижения Креста Господня, находился первый деревянный храм, построенный на средства краковского епископа Иво Ондровонжа в 1229 году. Современный храм был построен в 1433 году на средства ректора Ягеллонского университета Миколая Гинковича.
22 ноября 1971 года храм был внесён в реестр охраняемых памятников Малопольского воеводства (№ А-305).